# Gieorgij Mosołow
Gieorgij Konstantinowicz Mosołow (ros. Георгий Константинович Мосолов, ur. 3 maja 1926 w Ufie, zm. 18 marca 2018) – radziecki pilot doświadczalny, Bohater Związku Radzieckiego (1960).

## Życiorys
Od 1932 mieszkał w Kazaniu, w 1943 ukończył Centralny Aeroklub im. Czkałowa ewakuowany do Kazania, a w 1944 Kazańską Specjalną Szkołę Sił Powietrznych. Od czerwca 1944 służył w Armii Czerwonej, we wrześniu 1945 ukończył szkołę lotniczą w Krzemieńczuku, w 1948 wojskową lotniczą szkołę pilotów w Czugujewsku, a w 1949 wyższą oficerską szkołę instruktorów lotniczych w Groznym, pracował jako lotnik-instruktor w wojskowej szkole pilotów. W 1953 ukończył szkołę pilotów doświadczalnych, a w 1959 Moskiewski Instytut Lotniczy, od czerwca 1953 do września 1962 był lotnikiem doświadczalnym Specjalnego Biura Konstruktorskiego (OKB) im. Mikojana, testował wiele samolotów bojowych. Ustanowił sześć światowych rekordów lotniczych (w tym trzy absolutne) – w 1959 dwa rekordy prędkości samolotem MiG-21F, w 1961 dwa rekordy wysokości samolotem MiG-21F, a w 1962 dwa rekordy prędkości samolotem Je-152. 11 września 1962 podczas próbnego lotu jego samolot Je-8 uległ awarii, wskutek czego Mosołow musiał się katapultować; odniósł wówczas obrażenia, z powodu których nie mógł wykonywać więcej lotów. Później pracował jako konstruktor OKB im. Mikojana, w 1966 zakończył służbę w stopniu pułkownika. Pochowany na Cmentarzu Wagańkowskim w Moskwie.

## Odznaczenia
- Złota Gwiazda Bohatera Związku Radzieckiego (5 października 1960)
- Order Lenina (dwukrotnie – 12 lipca 1957 i 5 października 1960)
- Order Czerwonej Gwiazdy (31 lipca 1961)
- Medal „Za zasługi bojowe” (6 listopada 1954)

i inne.